# Nelson Chaves

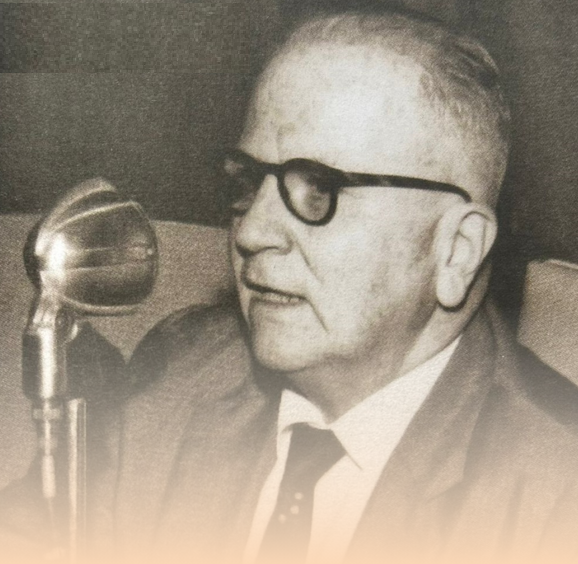
Dr. Nelson Chaves, visionário humanista, Patrono da Nutrição pernambucana discursando. Fonte: Memorial Prof. Nelson Chaves. Departamento de Nutrição -CCS/UFPE, Recife/PE.

Nelson Ferreira de Castro Chaves (Água Preta, 8 de junho de 1906 — Recife, 24 de maio de 1982) foi um médico cientista brasileiro, um dos estudiosos da desnutrição infantil no Nordeste.
Formou-se em Medicina pela Faculdade Nacional de Medicina do Rio de Janeiro.
Professor da Faculdade de Medicina da Universidade do Recife (hoje Universidade Federal de Pernambuco, nas disciplina de Terapêutica e de Fisiologia, abandonou a clínica privada (endocrinologia) para se dedicar exclusivamente à pesquisa sobre nutrição.
Fundou o Instituto de Nutrição da então Universidade do Recife, sendo seu primeiro diretor.
Também foi fundador da Academia Pernambucana de Medicina.

## Biografia
Nascido no Engenho Vênus, no município pernambucano de Água Preta, formou-se em medicina em 1930, com 24 anos, na Faculdade Nacional de Medicina, voltando no ano seguinte ao Recife, ao Hospital Centenário, para ser assitente do médico Fernando Simões Barbosa.
Em 1934 ingressou na Faculdade de Medicina da Universidade do Recife como professor assistente em Terapêutica, assumindo a função de catedrático um ano depois.
Em toda a sua vida de médico e professor dedicou-se ao estudo da nutrição, especialmente nas carências alimentares.
Sobre o seu ofício no campo da nutrição, disse:

“Percebemos, desse modo, que o problema da fome se desloca do plano científico, nutricional e médico para um campo muito mais amplo e complexo, de solução muito mais difícil: o econômico-social e político. Os programas assistenciais e preventivos em benefício dos grupos mais vulneráveis da população têm importância e são necessários. Mas somente atitudes políticas racionais e corajosas poderão, realmente, mudar o rumo dos acontecimentos e oferecer melhores perspectivas para a humanidade, que se debate numa das maiores crises de sua história.”— Nelson Chaves

## Cargos ocupados
Exerceu os seguintes cargos:
- Professor da Faculdade de Medicina da Universidade Federal de Pernambuco;
- Diretor Geral do Departamento de Saúde Pública de Pernambuco;
- Secretário de Saúde do Estado de Pernambuco;[5]
- Diretor do Curso de Nutrição da UFPE;
- Diretor do Departamento de Nutrição da UFPE:
- Pró-reitor de Pesquisa e Pós-Graduação da UFPE;
- Presidente da Sociedade de Medicina de Pernambuco;
- Presidente da Sociedade Brasileira de Endocrinologia e Metabologia;[5][6]
- Presidente da Sociedade Brasileira de Nutrição;[5]
- Consultor da ONU para assuntos nutricionais.

## Livros publicados
- Método de estudo das proteínas (1962);
- Nutrição, emoção e arteriosclerose (1962);
- O clima tropical e a nutrição (1963);
- Nutrição e saúde pública (1964);
- Os alimentos proteicos no Brasil (1964);
- Fotossíntese, nutrição e energia (1965);
- Trópico e nutrição (1966);
- Sistema nervoso, educação e nutrição (1974).
- Nutrição básica e aplicada (1978)[nota 2]

## Prêmios e honrarias
- Grã-Cruz da Ordem do Mérito Médico – Presidência da República do Brasil (1962);
- Medalha Pernambucana do Mérito – Governo do Estado de Pernambuco (1965);
- Medalha do Mérito Gama Lobo – Instituto de Nutrição da Universidade do Rio de Janeiro (1966);
- Prêmio Alfredo Jurskowski – Academia Nacional de Medicina (1968);
- Prêmio Tendência 1975 – Bloch Editores (1975);
- Medalha do Mérito Joaquim Nabuco – Assembléia Legislativa do Estado de Pernambuco (1977);
- Professor emérito da UFPE (1978).